# Деніел Гантер (плавець)
Деніел Гантер (англ. Daniel Hunter; нар. 28 червня 1994) — новозеландський плавець. Спеціалізується в плаванні на дистанціях 50 і 100 метрів вільним стилем. Рекордсмен Нової Зеландії у цих дисциплінах і на короткій і на довгій воді. Учасник Чемпіонату світу з плавання на короткій воді 2016 на дистанціях 50 і 100 метрів вільним стилем, на першій із яких потрапив до півфіналу.